# Thyenula arcana
Thyenula arcana es una especie de araña saltarina del género Thyenula, familia Salticidae. Fue descrita científicamente por Wesołowska & Cumming en 2008.
Habita en Zimbabue.